# HMS Stirling Castle (1775)
HMS Stirling Castle (1775) — 64-пушечный линейный корабль 3 ранга Королевского флота. Заказан 12 октября 1768. Спущен на воду 28 июня 1775 на королевской верфи в Чатеме. Четвёртый корабль, названный в честь шотландского замка Stirling Castle.
Участвовал в Американской революционной войне.
1779 — капитан Роберт Каркетт (англ. Robert Carkett). Был при Гренаде. 21−22 декабря, совместно с HMS Magnificent, HMS Suffolk и HMS Vengeance захватил французские фрегаты Fortunée и Blanche (оба 32) и Elise (28).
1780 — Был головным в авангарде при Мартинике. Не поняв сигнал, нацелился на головной французский корабль, чем нарушил план адмирала Родни.
5 октября 1780 года затонул со всей командой во время урагана в районе Подветренных островов.